# Enrico di Monte Sant'Angelo
Enrico di Monte Sant'Angelo (... – 21 dicembre 1102) è stato, a partire dal novembre 1081, Conte di Monte Sant'Angelo.

## Biografia
Era il secondo figlio di Roberto, conte di Lucera, e Gaitelgrima, figlia di Guaimario IV di Salerno. L'identità di suo padre è discussa: forse era lo stesso Roberto, che era il conte di Devia tra il 1054 e il 1081 o forse era un figlio di Asclettino, conte di Aversa, e fratello di Riccardo I di Capua. La madre di Enrico è ricordata in un documento del 1098.
Enrico aveva un fratello maggiore di nome Riccardo morto nel marzo 1083. Aveva anche un fratello minore di nome Guglielmo e una sorella di nome Gaita che sposò Raoul di Devia.
Enrico forse si ribellò già nel 1064 a Roberto il Guiscardo. Poi certamente partecipò alla rivolta in Puglia nel tra il 1079 e il 1080, alla vigilia della prima campagna balcanica del Guiscardo. Questa rivolta era guidata da Goffredo, conte di Conversano e appoggiata da Alessio I Comneno, ma venne sedata nel 1083. Tuttavia, Enrico aveva, durante l'insurrezione, trasferito la sua fedeltà all'impero bizantino. Tra il marzo 1083 e il giugno 1086, ha datato le sue carte secondo il regno di Alessio I.
Nel giugno del 1087, Enrico appare al fianco di Ruggero Borsa, a quanto pare dopo aver appianato le sue divergenze con gli Altavilla duchi di Puglia. Enrico fu un generoso benefattore di monasteri benedettini: nel 1089 fece una donazione alla SS. Trinità di Venosa (l'anno precedente era stato presente ad una donazione fatta da parte del duca Ruggero), poi dotò anche Montecassino, la Trinità della Cava, Santa Sofia di Benevento e San Giovanni in Lamis.
Per tutti gli anni tra il 1089 e il 1096 i suoi documenti usano la datazione imperiale. Durante questo periodo la sua autorità territoriale raggiunse la sua massima espansione, estendendosi da Lucera a Fiorentino, Vaccarizza e Siponto, lungo la costa del Gargano da Vieste a Rodi e Cagnano e da San Nicandro al promontorio, Rignano, e la Capitanata. Nel 1098 donò dei terreni al di fuori delle mura di Monte Sant'Angelo a suo zio, Giovanni, abate di Curte, figlio di Guaimario IV, per la costruzione di un ospizio. L'ospizio è stato approvato da papa Pasquale II nel gennaio 1100.
Enrico morì non molto tempo dopo e gli succedette il fratello Guglielmo. Nel mese di ottobre 1105, Ruggero Borsa assediò Guglielmo e lo esiliò.
Nel 1086, Enrico aveva sposato Adelicia (morta prima del 1096), figlia di Ruggero I di Sicilia, la quale tuttavia non gli diede discendenti.